# Sabine Haudepin
Sabine Haudepin (Montreuil, 19 ottobre 1955) è un'attrice francese.

## Biografia
Sorella dell'attore e regista Didier Haudepin, ha debuttato nel cinema nel 1962 a 6 anni nel film Jules e Jim di François Truffaut che la scelse anche nel film La calda amante due anni dopo

## Filmografia

### Cinema
- Jules e Jim (Jules et Jim), regia di François Truffaut (1962)
- Sur le même palier, regia di Jean Venard - cortometraggio (1963)
- La calda amante (La Peau douce), regia di François Truffaut (1964)
- Trappola per l'assassino (Roger la Honte), regia di Riccardo Freda (1966)
- L'orso e la bambola (L'ours et la poupée), regia di Michel Deville (1970)
- Le Cinéma de papa, regia di Claude Berri (1971)
- Sweet Movie - Dolce film (Sweet Movie), regia di Dušan Makavejev (1974)
- Le Jeu du solitaire, regia di Jean-François Adam (1976)
- Dernière sortie avant Roissy, regia di Bernard Paul (1977)
- Fai la maturità prima (Passe ton bac d'abord), regia di Maurice Pialat (1978)
- Vert paradis, regia di Gabriel Aghion - cortometraggio (1978)
- L'ultimo metrò (Le dernier métro), regia di François Truffaut (1980)
- Hôtel des Amériques, regia di André Téchiné (1981)
- La Bête noire, regia di Patrick Chaput (1983)
- Notre histoire, regia di Bertrand Blier (1984)
- Max amore mio (Max, Mon Amour), regia di Nagisa Ōshima (1986)
- Corps et biens, regia di Benoît Jacquot (1986)
- L'Homme qui n'était pas là, regia di René Féret (1987)
- La Comédie du travail, regia di Luc Moullet (1988)
- Una vita non basta (Itinéraire d'un enfant gâté), regia di Claude Lelouch (1988)
- Mariti mogli amanti (Les Maris, les Femmes, les Amants), regia di Pascal Thomas (1989)
- Forza maggiore (Force majeure), regia di Pierre Jolivet (1989)
- Les Sièges de l'Alcazar, regia di Luc Moullet (1989)
- La Campagne de Cicéron, regia di Jacques Davila (1990)
- La Pagaille, regia di Pascal Thomas (1991)
- Meilleur espoir féminin, regia di Gérard Jugnot (2000)
- Histoire naturelle, regia di Laurent Perreau - cortometraggio (2002)
- Les Naufragés de la D17, regia di Luc Moullet (2002)
- Vipère au poing, regia di Philippe de Broca (2004)
- Incontri d'amore (Peindre ou faire l'amour), regia di Arnaud e Jean-Marie Larrieu (2005)
- De particulier à particulier, regia di Brice Cauvin (2006)
- Automne Hiver, regia di Gilles Tillet - cortometraggio (2007)
- La Cravate et le mur, regia di Aki Yamamoto - cortometraggio (2014)
- La Papesse Jeanne, regia di Jean Breschand (2016)
- Temps de chien, regia di Vanessa Caffin - cortometraggio (2022)

### Televisione
- Marie Curie - Une certaine jeune fille, regia di Pierre Badel – film TV (1965)
- Sacrés fantômes, regia di Stellio Lorenzi – film TV (1966)
- Huckleberry Finn, regia di Marcel Cravenne – film TV (1967)
- Les Sept de l'escalier 15 – serie TV, 11 episodi (1967)
- La Guerre de Troie n'aura pas lieu, regia di Marcel Cravenne – film TV (1967)
- L'Orgue fantastique, regia di Jacques Trébouta e Robert Valey – film TV (1968)
- Adios – miniserie TV, 1 puntata (1976)
- Ne le dites pas avec des roses!... – serie TV, episodi 1x01-1x02-1x18 (1977)
- La Maison des autres, regia di Jean-Pierre Marchand – film TV (1977)
- On ne badine pas avec l'amour, regia di Caroline Huppert – film TV (1977)
- Brigade des mineurs – serie TV, episodio 1x04 (1978)
- Les Maîtres sonneurs, regia di Lazare Iglesis – film TV (1980)
- Le Noeud de vipères, regia di Jacques Trébouta – film TV (1980)
- Le Loup-garou, regia di Philippe Ducrest – film TV (1981)
- L'Apprentissage de la ville, regia di Caroline Huppert – film TV (1982)
- Maria Vaureil, regia di Philippe Pilard – film TV (1982)
- Ils ne se quitteront jamais, regia di Patrick Bureau – film TV (1982)
- Deux filles sur un banc, regia di Alain Ferrari – film TV (1984)
- Péchés originaux – miniserie TV, 1 puntata (1984)
- Série noire – serie TV, episodio 1x13 (1985)
- La Barbe-bleue, regia di Alain Ferrari – film TV (1986)
- Kean, regia di Pierre Badel – film TV (1988)
- Palace – serie TV, episodi 1x05-1x06 (1989)
- Manon Roland, regia di Édouard Molinaro – film TV (1989)
- V comme vengeance – serie TV, episodio 1x04 (1990)
- Un fil à la patte, regia di Marion Sarraut – film TV (1992)
- Séparément vôtre, regia di Michel Boisrond – film TV (1992)
- Meurtre en ut majeur, regia di Michel Boisrond – film TV (1993)
- Le Paradis absolument, regia di Patrick Volson – film TV (1994)
- Des mots qui déchirent, regia di Marco Pauly – film TV (1995)
- Belle Époque – miniserie TV, 2 puntate (1995)
- Madame le consul – serie TV, episodio 1x05 (1998)
- Décollage immédiat – miniserie TV (1999)
- Victoire, ou la douleur des femmes – miniserie TV (2000)
- Chercheur d'héritiers – serie TV, episodio 1x05 (2001)
- Le Hasard fait bien les choses, regia di Lorenzo Gabriele – film TV (2002)
- Il giudice e il commissario: Un alibi perfetto (Femmes de loi: Les beaux quartiers), regia di Benoît d'Aubert – film TV (2003)
- Louis Page – serie TV, episodio 1x09 (2003)
- La Crim' – serie TV, episodio 11x05 (2005)
- Les Bleus: Premiers pas dans la police – serie TV, 4 episodi (2007)
- L'Ex de ma fille, regia di Christiane Spiero – film TV (2008)
- Les Belles soeurs, regia di Patrick Czaplinski – film TV (2008)
- Tanagra, regia di Régis Musset – film TV (2013)
- La Vie devant elles – serie TV, 12 episodi (2015-2017)
- Police de caractères – serie TV, episodio 1x01 (2020)

## Doppiatrici italiane
- Rossella Izzo in L'ultimo metrò
- Simona Izzo in Max amore mio